# Charritte-de-Bas
Charritte-de-Bas è un comune francese di 248 abitanti situato nel dipartimento dei Pirenei Atlantici nella regione della Nuova Aquitania.

## Società

### Evoluzione demografica
Abitanti censiti

## La chiesa
La chiesa di Charitte è tipica per il suo campanile trinitario.